# Gare de Laval-de-Cère
Gare de Laval-de-Cère vasútállomás Franciaországban, Laval-de-Cère településen.

## Vasútvonalak
Az állomást az alábbi vasútvonalak érintik:
- Souillac-Viescamp-sous-Jallès-vasútvonal

## Kapcsolódó állomások
A vasútállomáshoz az alábbi állomások vannak a legközelebb:
- Gare de Bretenoux - Biars
- Gare de Laroquebrou